# Catocala latefasciata
Catocala latefasciata là một loài bướm đêm trong họ Erebidae.